# Governo dell'Islanda
Il governo dell'Islanda si svolge in un contesto di una Repubblica con un sistema parlamentare di democrazia rappresentativa. Il Presidente dell'Islanda è il capo dello Stato, mentre il Primo ministro dell'Islanda è il capo del Governo in un sistema multipartitico.
Il potere esecutivo è esercitato dal governo, il potere legislativo è acquisito sia dal Governo che dal Parlamento, chiamato Althing. Il potere giudiziario è indipendente.